# Le Tignet
Le Tignet – miejscowość i gmina we Francji, w regionie Prowansja-Alpy-Lazurowe Wybrzeże, w departamencie Alpy Nadmorskie.
Według danych na rok 1990 gminę zamieszkiwało 1945 osób, a gęstość zaludnienia wynosiła 173 osoby/km² (wśród 963 gmin regionu Prowansja-Alpy-W. Lazurowe Le Tignet plasuje się na 273. miejscu pod względem liczby ludności, natomiast pod względem powierzchni na miejscu 662.).